# Isoetes toximontana
Isoetes toximontana là một loài dương xỉ trong họ Isoetaceae. Loài này được Musselman & J.P. Roux mô tả khoa học đầu tiên năm 2002.
Danh pháp khoa học của loài này chưa được làm sáng tỏ. 